# Uranotaenia sapphirina
Uranotaenia sapphirina is een muggensoort uit de familie van de steekmuggen (Culicidae). De wetenschappelijke naam van de soort is voor het eerst geldig gepubliceerd in 1868 door Osten Sacken.